# Доњи Бргат
Доњи Бргат (до 2001. године Бргат Доњи) је насељено место у саставу општине Жупа дубровачка, Дубровачко-неретванска жупанија, Република Хрватска.

## Историја
До територијалне реорганизације у Хрватској налазио се у саставу старе општине Дубровник. Као самостално насељено место, Доњи Бргат постоји од пописа 2001. године. Настало је издвајањем дела насеља Дубровник. Србин католик Луко Зоре у књизи "Дубровчани су Срби" наводи податак на стр. 25 да је у Бргату црква св.Петке преименована у св. Ану када су житељи прешли са православља на католицизам, јер се истог дана слави Св. Ана.
Године 1914. изграђена је нова црква Свете Ане која је у време рата у Хрватској изгранатирана, девастирана и опљачкана. Стара црква свете Ане која се први пут спомиње 1366. године је такође уништена у рату. Бргаћани су након прогонства прво обновили стару цркву пре него своје домове. Већа и нова црква је у потпуности обновљена 1998 године, а посветио ју је дубровачки бискуп Желимир Пуљић.

## Становништво
На попису становништва 2011. године, Доњи Бргат је имао 152 становника. За национални састав 1991. године, погледати под Дубровник.
| Број становника по пописима | Број становника по пописима | Број становника по пописима | Број становника по пописима | Број становника по пописима | Број становника по пописима | Број становника по пописима | Број становника по пописима | Број становника по пописима | Број становника по пописима | Број становника по пописима | Број становника по пописима | Број становника по пописима | Број становника по пописима | Број становника по пописима | Број становника по пописима |
| --------------------------- | --------------------------- | --------------------------- | --------------------------- | --------------------------- | --------------------------- | --------------------------- | --------------------------- | --------------------------- | --------------------------- | --------------------------- | --------------------------- | --------------------------- | --------------------------- | --------------------------- | --------------------------- |
| 1857.                       | 1869.                       | 1880.                       | 1890.                       | 1900.                       | 1910.                       | 1921.                       | 1931.                       | 1948.                       | 1953.                       | 1961.                       | 1971.                       | 1981.                       | 1991.                       | 2001.                       | 2011.                       |
| 243                         | 206                         | 208                         | 230                         | 202                         | 195                         | 160                         | 163                         | 172                         | 160                         | 128                         | 147                         | 160                         | 130                         | 154                         | 152                         |

Напомена: Од 1857. до 1971. исказивано под именом Доњи Бргат. У 2001. настало издвајањем из насеља Дубровник (град Дубровник).